# Luis Antonio Valdez
Luis Antonio Valdéz Salas (Aguascalientes, 1º luglio 1965) è un ex calciatore messicano, di ruolo attaccante.

## Carriera

### Club
Inizia nel Chivas de Guadalajara, squadra nella quale milita per 6 anni. Nel 1991 passa al Monterrey, dove gioca fino al 1993. Si ritira nel 1995 con la maglia del Club León.

### Nazionale
Ha giocato dal 1989 al 1994 con la nazionale di calcio messicana, collezionando 12 presenze, segnando 2 reti e partecipando al campionato del mondo 1994.